# اللغة الشحرية
اللغة الشحرية كما تُعرف باسم اللغة الجبالية هي لغة أهل جنوب سلطنة عمان الحالية وظفار تحديدا. اللغة الشحرية هي إحدى اللغات السامية وتنسب إلى قبائل الشحره سكان ظفار الأصليين، ويطلق عليها أيضا الجبالية، ويعتبر المختصون والأكاديميون أن اللغة الشحرية مشتقة من اللغة الحميرية الأم. 
وتحتوي هذه اللغة على عدة لهجات حسب المنطقة ولكن الاختلاف بسيط. هي تحتوي على الكثير من الكلمات ذات الأصل العربي والتي لم تعد موجودة إلا في الشعر القديم. وأكثر من 82% من سكان محافظة ظفار يتحدثونها ولكنها لغة منطوقة غير مكتوبه وتحتوى على كل حروف اللغة العربية ما عدا (ص، ق، ض) هذا بالإضافة إلى 8 حروف أخرى، وكذلك يتم عكس بعض الكلمات مثال على ذلك كلمة (قتل) بالعربية بمعنى القتل. أما في الشحرية فيقال (لتق) ونفس المعنى، ويعتبر كتاب «لسان ظفار الحميري» لمحمد بن سالم المعشني وكتاب «'لهجة مهرة وآدابها'» لعلي محسن آل حفيظ وكتاب «لغة عاد» لعلي أحمد محاش الشحري من المصادر المهمة لدراسة اللغة الشحرية. 
الشحرية لغة حية وذلك لسهوله مفرداتها وما زالت هي اللغة الدارجة في محافظة ظفار حتى الآن.

## بعض الجمل والكلمات باللغة الشحرية (الجبالية)
_ يل اغمدك؟ : كيف امسيت؟
_ يل اصبحك؟ : كيف أصبحت ؟
_خبور؟ : أخبارك؟
- خبور خار : أخبار خير (وهي الرد المناسب لكلمة خبور)
_ هت من حون؟: أنت من وين؟
_هت مون؟ : من أنت؟
_ إشعسورك : أحبك
_عك إنه ؟ : ماذا تريد؟
_اتغد الحون؟ : إلى أين ستذهب؟
_عك بي لقروبك؟ : هل تريدني أن أساعدك؟
_ ناصون : الآن
_قريرا : غداً
_ شحور : اليوم
_مغورا : فيما بعد
_غابجوت : بنت
_مبيرا : ولد
_غيج : رجل
_تيث : امراة
_شخر : رجل عجوز
_شخريت : امرأة عجوز
_إنه اشوك  : ما اسمك؟
_هت بر مون : أنت ابن من؟
_من هون زحمك : من أين اتيت؟
_يوم : شمس
_هيذول : الهلال
_آريت : البدر
_أجدريت : أرض
_أشوتوم : السماء
_أوسأ : المطر
_أغليل : السحب المحلة بالامطار
_كحصف : الصباح
_ذيلاء : الضحى
_العيسيران : العصر
_غسريء : المساء
_ذهين : عاقل فطن
_مشيرد : مجنون
_منقيل : شجاع حذق مختار

## بعض الأسماء التقليدية الموجودة في محافظة ظفار
- طفول
- محاد
- سلم
- آعتيق
_ لخيار
_فرحات
_اتسلوم
_جهات
_شيحيت (وهي تعني القمر)